# Maramangalathupatti
Maramangalathupatti es una ciudad censal situada en el distrito de Salem en el estado de Tamil Nadu (India). Su población es de 12448 habitantes (2011). Se encuentra a 9 km de Salem y a 55 km de Erode.

## Demografía
Según el censo de 2011 la población de Maramangalathupatti era de 12448 habitantes, de los cuales 10405 eran hombres y 9913 eran mujeres. Maramangalathupatti tiene una tasa media de alfabetización del 83,49%, superior a la media estatal del 80,09%: la alfabetización masculina es del 89,52%, y la alfabetización femenina del 77,21%.